# Johan Jacob Donner
Johan Jacob Donner (Dordrecht, 3 maart 1852 – Renkum 12 december 1913) was een ambtenaar in Nederlands-Indië die vooral bekend is geworden als de resident van Madioen en zijn handelen tijdens de Broto di Ningrat-affaire.

## Jeugd en opleiding
Johan werd geboren op 3 maart 1852 in Dordrecht als zoon van Johan Jacob Donner, visiteur, en Gerharda Ditmara Leicher. Hij groeide op in een groot gezin dat uiteindelijk naar Amsterdam verhuisde.

## Loopbaan als ambtenaar
In 1872 werd hij benoemd tot ambtenaar der beschikking en werd op 1 maart 1873 benoemd tot aspirant-controleur in Tegal. Dit bleef hij tot hij op 7 april 1875 werd bevorderd tot Controleur der 2e klasse, nog steeds in Tegal. Daar verdiende hij ƒ300 per maand. In november 1876 werd hij overgeplaatst naar de residentie Besoeki. Een aantal jaar later op 19 januari 1882 werd hij bevorderd tot controleur der 1e klasse en overgeplaatst naar de residentie Madoera. Zijn salaris werd verhoogd tot ƒ400 per maand. In 1885 werd hij geplaatst in de controle-afdeling Zuid-Bangkalan. Hier moest hij zich bezig houden met de reorganisatie van het eiland Madoera.
Op 5 oktober 1886 werd hij benoemd tot Assistent-resident van Grisse. Zijn afscheid werd gevierd ten huizen van de assistent-resident van Bangkalan. Hij verdiende hier een maandbedrag van f 600.In de nacht van 6 op 7 juni 1887 leidde hij een inval van de politie bij het huis van een Chinees die al eerder was opgepakt voor valsmunterij, waarbij verscheidene bewijzen zijn gevonden. Hij ging vanaf 5 februari 1888 wegens ziekte met verlof naar Europa, Grisse werd gezien als een vrij ongezonde plek waar veel ziektes heerste.
Hij is vervolgens enige maanden assistent-resident van Tassik Malaja geweest maar werd op 29 mei 1889 te worden overgeplaatst naar Anjer. Hij was hier assistent-resident ten tijde van de executies van de betrokkenen van de Tjilegon opstand. De ter dood veroordeelden verzochten hem om niet op zaterdag maar op vrijdag te worden opgehangen om zo in de hemel te komen, dit verzoek werd afgewezen. Na afloop nodigde hij een ieder uit bij hem te gaan ontbijten. Op 19 september 1893 werd hij overgeplaatst naar Bangkalan op Madoera. In juli 1896 kreeg hij het officierskruis van de orde van de witte olifant van de koning van Siam.

## Resident van Madioen
Op 12 augustus 1896 werd hij benoemd tot Resident van Madioen ter vervanging van de vorige resident Hendrik Willem van Ravenswaay. Begin september 1896 werd er voor hem een afscheidsfeest gegeven. Hier kreeg hij al gauw temaken met de regent van Madioen, Broto di Ningrat. Bij de aanstelling van Donner zou de zus van de regent tegen mevrouw Donner hebben gezegd dat zij het goed zou kunnen vinden in Madioen als zij maar naar de regent luisterden. Op 26 september 1896 was hij aanwezig bij de bruiloft van de dochter van de regent.
Op 31 augustus 1897 werd er een groot feest in Madioen gegeven waar vele ingezeten naartoe zijn gegaan. Op 26 juli 1898 kreeg hij van de koning van Siam het officierskruis der orde van de kroon van Siam. De regent Broto di Ningrat was al bekend geworden doordat resident Bernard Hendrik Huibert Ravenswaay bewijs vond dat hij met de opiumpachter samenwerkte en geld uit de kas toe-eigende. gouverneur-generaal Aart van der Wijck koos echter de kant van de regent. Donner zou al snel hebben ontdekt dat de regent corrupt was, maar wachtte tot er een nieuwe gouverneur-generaal werd aangesteld. Dit gebeurde op toen tot op 3 oktober 1899 Willem Rooseboom tot Gouverneur-Generaal werd benoemd.
Op de avond van 6 op 7 oktober 1899 bleek dat er uit het residentiehuis verscheidene voorwerpen van geringe waarden waren gestolen, het voornaamste voorwerp dat gestolen werd was het gordijn dat op Donner zijn werkkamer hing en diende ter bescherming van zijn ogen, hij had namelijk last van staar. Een onderzoek naar de regent werd gestart onder leiding van de heer Hora Siccama, op dat moment lid van de Raad van Indië. Voor sommige kwam deze beschuldiging onverwacht omdat Donner in het openbaar zich altijd goed heeft gedragen tegenover Broto di Ningrat. Op 18 januari 1900 gaf hij hier een conferentie over. De regent werd voorlopig naar Padang verbannen. Tijdens het onderzoek kwamen vele oud-beschuldigingen aan het licht. Zo zegt men dat Broto di Ningrat de andere ambtenaren aansprak met "mijn ambtenaren" en ontving hij de Europeanen in een zijkamer in plaats van de grote hal.
Op 22 maart 1900 vertrok Donner naar Soerabaja om een oogoperatie te ondergaan. Tegelijkertijd werd de verwijdering van de regent als rechtmatig gezien door het onderzoek van de heer Hora Siccama met advies van Christiaan Snouck Hurgronje. Op 17 april 1900 kwam hij terug naar Madioen nadat hij dus op de 22ste door Dr. Steyner aan zijn Cataract was geopereerd. In oktober 1900 ging hij wegens ziekte voor een maand met binnenlands verlof. Dit verlof werd echter verlengd wegens de verslechterende gesteldheid van Donner. De nieuwe regent van Madioen was Raden Toemggoeng Koesnodiningrat, die werd aangesteld in plaats van de door Donner naar voren geschoven Mas Mangoen Atmodjo, werd gekozen vanwege het feit dat zijn grootvader ook regent van Madioen is geweest.
Er heerste enige tijd de geruchten dat hij benoemd zou worden tot lid van de raad van Indië of tot resident van Soerabaja. Geen van beiden bleek waar te zijn. Er heerste later geen onrust meer in Madioen, op een aantal rietbranden na. Broto di Ningrat verliet Padang en mocht zijn ballingschap doorbrengen aan het hof van Djokjakarta. In 1902 besloot hij buitenlands verlof aan te vragen, maar hier werd een pensionering van gemaakt. Hij ging officieel met pensioen op 6 april 1903. Hij keerde terug naar Nederland waar hij tot zijn overlijden 12 december 1913 verbleef.

## Huwelijk en gezin
Hij trouwde op 9 mei 1876 te Tegal met Maria Ida Albertina Carter Visscher. Met haar kreeg hij voor zover bekend 1 zoon:
1. Johan Jacob Jr. op 26 juni 1877 te Semarang

Zijn vrouw overleed op 28 oktober 1877 te Semarang waarna hij op 12 juni 1890 te Malang hertrouwde met Maria Elisabeth Riems. Met haar kreeg hij voor zover bekend 6 kinderen:
1. Grada Elisabeth op 2 maart 1892 te Tjilegon
2. Frederik Hendrik op 1 mei 1893 te Tjilegon
3. Ferdinand Hendrik op 24 juli 1894 te Bangkalan
4. Hugo Frederik op 12 juni 1895 te Bangkalan
5. Ditmara Gerharda op 24 december 1896 te Madioen
6. Anna Elisabeth op 16 maart 1898 te Madioen